# Lars Alhage
 Der er for få eller ingen kildehenvisninger i denne artikel, hvilket er et problem. Du kan hjælpe ved at angive troværdige kilder til de påstande, som fremføres i artiklen.

Lars Alhage er en dansk håndboldspiller som har spillet 196 kampe og lavet 4 scoringer. Han debuterede helt tilbage i 1987/88 og spillede sin sidste kamp i sæsonen 2008/09.
Alhage har spillet to år i Århus KFUM og tre år i GOG, hvor han var med til at vinde DM guld- og sølvmedalje, og hvor han spillede 25 Europa Cup kampe. Han har også spillet 14 Champions League kampe.
Alhage har altid boet i Skanderborg, undtagen de tre år hvor han spillede for GOG. Hans største meritter omfatter pokalfinale med Skanderborg, Europa Cup kampe og DM-sejren over Virum/Sorgenfri i sæsonen 1999/2000.